# Courtney Campbell (football)
Pour les articles homonymes, voir Courtney Campbell et Campbell.
Courtney Campbell, né le 16 novembre 1968, est un arbitre jamaïcain de football. Il est arbitre international depuis 2004.

## Carrière
Il a officié dans des compétitions majeures : 
- Gold Cup 2007 (2 matchs)
- Gold Cup 2009 (4 matchs dont la finale)
- Gold Cup 2011 (2 matchs)

Le 31 mars 2014, Courtney Campbell est élu président de l'association des arbitres de football de la Jamaïque (JFRA) .